# Rocked: Sum 41 in Congo
Rocked: Sum 41 in Congo è un documentario diretto da Adrian Callender del 2005 contenente immagini tratte dal viaggio fatto dal gruppo melodic hardcore punk canadese Sum 41 nella Repubblica Democratica del Congo che mostra la crisi umanitaria in atto nel paese dal 1998 ad oggi. I Sum 41 furono costretti ad evacuare dalla Repubblica Democratica del Congo, e vennero aiutati da un volontario canadese, Chuck Pelletier, cui venne poi dedicato l'album Chuck.